# 贡山长柄垫柳
贡山长柄垫柳（学名：Salix calyculata var. gongshanica）为杨柳科柳属下的一个变种。

## 扩展阅读
- 維基物種上的相關：贡山长柄垫柳